# Ортлес
О́ртлес (итал. Ortles, нем. Ortler) — гора в одноимённом горном массиве в Италии.
Гора Ортлес — высочайшая (3905 м) точка итальянской области Трентино-Альто-Адидже, а также, если исключить хребет Бернина, всех Восточных Альп.
Исторически гора находилась в составе Тирольского графства, позже — Австро-Венгрии. С 1919 года гора находится на территории Италии, хотя большинство населения в ближайших населённых пунктах — немецкоязычное.
Первое зарегистрированное восхождение зарегистрировано 27 сентября 1804 года, с тех пор гора популярна среди альпинистов, а её склоны облюбовали любители экстремального спуска.